# Ванимо
Ванимо (англ. Vanimo) — город в северо-западной части Папуа — Новой Гвинеи, административный центр провинции Сандаун. Расположен на полуострове недалеко от границы с Индонезией.

## Описание
Ванимо — небольшой городок, экономика которого основана на лесной промышленности. Лесозаготовки осуществляет компания Ванимо Форэст Продактс, которая является частью малайской группы компаний Римбунан Хиджау. Город известен как отличное место для сёрфинга, сезон которого длится там с середины октября до конца апреля. Ванимо также является популярным местом для иностранных рабочих в Папуа — Новой Гвинее и Индонезии, которые должны покинуть страну для того, чтобы продлить свои визы. В этом случае они приезжают в Ванимо на один день для посещения индонезийского посольства и возвращаются к границе 24 часа спустя.

## Население
По данным на 2013 год численность населения города составляла 11 863 человека.
Динамика численности населения города по годам:
| 1980  | 1990  | 2000  | 2013   |
| ----- | ----- | ----- | ------ |
| 3 071 | 7 908 | 9 809 | 11 863 |